# Lomwe (peuple)
Pour les articles homonymes, voir Lomwe.
Les Lomwe sont une population de langue bantoue d'Afrique australe vivant au sud du Malawi et de la Tanzanie, et au nord du Mozambique.

## Ethnonymie
Selon les sources et le contexte, on observe différentes formes : Acilowe, Alolo, Alomwe, Anguru, Lolo, Lomue, Lomwes, Mihavane, Ngumu, Nguru, Walomwe.

## Langue
Leur langue est le lomwe (ou chilowme), une langue bantoue dont le nombre de locuteurs était estimé à 1 500 000 au Mozambique en 2006. 

## Culture
La tchopa désigne une danse pratiquée par les Lomwe du sud du Malawi, intégrant la liste représentative du patrimoine culturel immatériel de l'humanité en 2014
.